# Thomas Makdougall Brisbane
Sir Thomas Makdougall Brisbane, prvi baronet, škotski astronom, general in kolonialni guverner, * 23. julij 1773, Brisbane House pri Largsu, grofija Ayrshire, Škotska, † 27. januar 1860, Brisbane House.

## Življenje in delo
Bil je sin sira Thomasa Brisbanea in dame Eleanore Brisbane. Študiral je astronomijo in matematiko na Univerzi v Edinburgu. Leta 1793 se je pridružil Britanski vojski in imel bleščečo vojaško kariero v Flandriji, Karibih, Španiji in Severni Ameriki. Služil je pri vojvodi wellingtonskem. Leta 1813 je prejel čin generalmajorja, leta 1814 pa je začel poveljevati brigadi v ZDA. Novembra 1819 se je poročil z Anno Mario Makdougall.
Leta 1821 so ga na priporočilo vojvode wellingtonskega imenovali za guvernerja Novega Južnega Walesa, kar je bil do leta 1825. Kot guverner je reševal več problemov v zvezi s hitro rastočo in razvijajočo se kolonijo.
Decembra 1825 je zapustil Sydney in se vrnil na Škotsko. Leta 1826 je pred priimkom Brisbane dodal ime Makdougall. Leta 1832 so ga izbrali za predsednika Kraljeve družbe v Edinburgu in leta 1833 je po njegovi smrti nasledil sira Walterja Scotta. V letu 1836 je bil povzdignjen v baroneta. Istega leta so mu ponudili povejstvo enot nameščenih v Kanadi, dve leti kasneje pa glavno poveljstvo v Indiji, vendar je obe mesti odklonil. nadaljeval je z raziskavami v astronomiji.
Bil je prvi pokrovitelj znanosti v Avstraliji, tako da ga je sir John Herschel leta 1828 predlagal za Zlato medaljo Kraljeve astronomske družbe (RAS), ki jo je tega leta tudi res prejel. Univerzi v Oxfordu in Cambridgeu sta mu podelili častna doktorata, izbrali pa so ga tudi za člana Kraljeve družbe v Londonu in Edinburgu.
Celo življenje je bil navdušen astronom. Leta 1808 je na svojem domu zgradil observatorij. Z observatorija je prispeval dosežke k napredku navigacije, ki je potekal naslednjih sto let. V Novi Južni Wales je vzel vse svoje inštrumente. Z njim sta odšla tudi pomočnika, Rümker in Dunlop. Opremil je avstralski observatorij v kraju Parramatta, danes severozahodnem predmestju Sydneyja, ki ga je leta 1822 tudi ustanovil. Leta 1835 je objavil Brisbaneov katalog (The Brisbane Catalogue), katalog 7385 zvezd, vidnih z južne poloble. Observatorij je deloval do leta 1855.
Po vrnitvi na Škotsko je Brisbane nadaljeval z znanstvenim delom in na ženinem posestvu Makerstoun pri Kelsu v Škotskih mejah.
Njegovi štirje otroci so umrli pred njim. Umrl je slaven in spoštovan. Pokopan je v grobnici Brisbaneov na pokopališču largške stare cerkve.

## Priznanja

### Nagrade
Kraljeva astronomska družba mu je leta 1828 podelila Zlato medaljo. Leta 1848 mu je Kraljeva družba iz Edinburga podelila svojo Keithovo medaljo. Leta 1834 je bil predsednik Britanskega društva za napredek znanosti (BAAS). Ustanovil je zlato medaljo za pospeševanje znanstvenega raziskovanja Kraljeve družbe iz Edinburga.

### Poimenovanja
Po njem se imenuje reka Brisbane v Brisbaneu, glavnem mestu zvezne države Queensland. Morda je po njem imenovano tudi mesto Brisbane v Kaliforniji, vendar izvor imena ni točno znan. Po njem se imenuje Planetarij sira Thomasa Brisbanea v Brisbaneu.
Tudi krater Brisbane na Luni nosi ime njemu v čast.